# Yu Tamura
Yu Tamura (田村 友 Tamura Yu?), född 22 november 1992 i Fukuoka prefektur, är en japansk fotbollsspelare.
Tamura började sin karriär 2015 i Avispa Fukuoka. 2017 blev han utlånad till Urawa Reds. Han gick tillbaka till Avispa Fukuoka 2018. 2018 flyttade han till Montedio Yamagata. Efter Montedio Yamagata spelade han för Thespakusatsu Gunma och SC Sagamihara.